# كوجيرو شينوهارا
كوجيرو شينوهارا (باليابانية: 篠原 弘次郎) (20 يوليو 1991 في ساغا في اليابان – )؛ هو لاعب كرة قدم ياباني سابق كان يلعب كمدافع.

## وصلات خارجية
- كوجيرو شينوهارا على موقع رابطة كرة القدم اليابانية للمحترفين (اليابانية)
- كوجيرو شينوهارا على موقع قاعدة بيانات كرة القدم.إي يو (الإنجليزية)
- كوجيرو شينوهارا على موقع Soccerway.com (الإنجليزية)
- كوجيرو شينوهارا على موقع عالم كرة القدم.نت (الإنجليزية)